# الحزب الاشتراكي الألباني
الحزب الاشتراكي الألباني بالألبانية: Partia Socialiste e Shqipërisë PS هو حزب ديمقراطي اشتراكي ألباني يرأسه إيدي راما.